# 조르지뉴 푸틴나티
조르지뉴 푸틴나티 (1959년 8월 23일 ~ )는 브라질의 전 축구 선수이다.

## 통계
| 브라질 | 브라질 | 브라질 |
| 연도   | 출전   | 골     |
| ------ | ------ | ------ |
| 1983   | 12     | 2      |
| 1984   | 0      | 0      |
| 1985   | 4      | 0      |
| 합계   | 16     | 2      |